# Туллу-Демту
Туллу-Димту (Оромо: Tulluu Diimtuu) — четвёртая по высоте вершина Эфиопии после Рас-Дашэн (4550 м), Анкуа (4462 м) и Кидус Яред (4453 м). Туллу-Димту находится на плато Санетти в горах Бале региона Оромия на юго-востоке Эфиопии, на территории национального парка горы Бале. Он является частью водораздела между водосборными бассейнами рек Вейиб и Уэби-Шабелле. К вершине ведёт гравийная дорога, третья по высоте в Африке.

## Описание
Гора Туллу-Димту — вулканическая вершина на юге Эфиопии, расположенная на Абиссинском плато в горах Бале. Максимальная высота горы составляет 4377 м над уровнем моря. Это самая высокая точка как Бале, так и всего юго-восточного Абиссинского нагорья. Административно она расположена в регионе Оромия, в зоне Бале. Гора находится на территории национального парка Бале. Гора расположена примерно в 27 километрах к юго-западу от города Гоба. От Гобы к вершине ведет гравийная дорога, пересекающая все плато Санетти, одно из самых высоких в Африке.

## Формирование
Горы Бале, а следовательно, и гора Туллу-Димту, начали формироваться в результате извержения вулкана перед Великой рифтовой долиной. Образовавшийся поток лавы покрыл всю коренную породу между 38 и 7 млн лет назад. Порода, образующая горы, состоит в основном из трахита, а также риолита, базальта, вулканического агломерата и вулканического туфа. Вершина пика была значительно изменена многочисленными ледниковыми периодами, из которых было по крайней мере два. Во время последнего ледникового периода Бале был самой покрытой льдом территорией в Эфиопии. Ледяной покров вокруг пика покрывал площадь около 30 км² и имел толщину до 3200 м. У подножия горы берёт начало река Тогона. Она берет начало примерно в 27 км к юго-западу от города Гоба.

## Флора и фауна

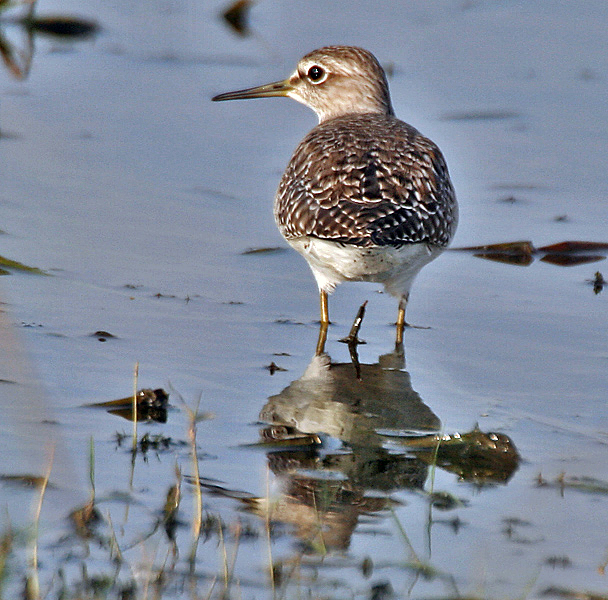
Фифи

На склонах пика были обнаружены следы птицы фифи (Tringa glareola). На склонах горы фифи может зимовать или найти место для отдыха во время перелёта. Фифи обитает на высоте до 4090 м над уровнем моря, что делает такую зимовку на горе Туллу Димту самой высокогорной в своем роде в Эфиопии. Из-за высоты растительность здесь бедна. Среди растений здесь была обнаружена лобелия Lobelia rhynchopetalum.